# Bierbeek
Bierbeek ist eine Gemeinde in der niederländischsprachigen Provinz Flämisch-Brabant in Belgien. Sie entstand 1977 aus dem Zusammenschluss der bis dahin eigenständigen Gemeinden Bierbeek, Korbeek-Lo, Lovenjoel und Opvelp.

## Namensherkunft
Der Name Bierbeeks wurde bereits ab 1034 erwähnt, damals als Birbais, Birbaica, Byrbais bzw. in einer Reihe anderer Abwandlungen, die alle aus der germanischen Zusammensetzung von birnu und baki (Bach) resultieren. Auffällig ist, dass unter den ältesten Nennungen des Namens auch romanische Formen sind.
Korbeek-Lo wird erstmals 1107 als Corbeke erwähnt. Dieser Name leitet sich ab von den germanischen Begriffen kurta und baki, was so viel wie „kurzer Bach“ bedeutet. Zur Unterscheidung mit dem nahegelegenen Korbeek-Dijle (Teilgemeinde von Bertem) wurde seit dem späten Mittelalter der Zusatz Lo verwendet. Lo war das früher ausgedehnte Waldgebiet östlich von Löwen, von dem sich noch heute zahlreiche Namen in der Region ableiten, wie z. B. Kessel-Lo, eine Teilgemeinde Löwens.
Lovenjoel stammt ab vom romanischen Lovinion oder Lovinial, einer Verkleinerungsform von Löwen. Diese beiden Formen werden in einer Pariser Handschrift aus dem 12. Jahrhundert genannt, zu den Gesta episcaperum Leodieniensium, deren Grundtext auf das Jahr 980 datiert wird.
Opvelp wird ab 1153 erwähnt, als Vellepa, Velpe oder Velepe. Der Ursprung ist hierbei vermutlich die keltische Begriffsverbindung Falw-apa, was gelbliches Wasser bedeutet.

## Geschichte
Bierbeek war zweifellos bereits zu Zeiten der Römer besiedelt, wie archäologische Funde belegen. Damals verlief eine Römerstraße von Löwen nach Tienen und passierte in ihrem Verlauf Lovenjoel und Bierbeek. Im Jahre 402 endete die römische Herrschaft, doch schon vorher hatten sich Franken in der Gegend niedergelassen, wobei sie teilweise die lokale Bevölkerung vertrieben hatten.
Im Jahre 450 sandte der Bischof von Poitiers eine Reliquie des heiligen Hilarius nach Bierbeek, was für eine frühe Christianisierung der Gegend spricht. Bierbeek war damals Teil der Grafschaft Brunerode deren Verwaltungszentrum Hoegaarden war. 879 ging diese Grafschaft an den deutschen Kaiser über, der sie 988 als Lehen an den Bischof von Lüttich gab. Dadurch wurde Bierbeek für die folgenden Jahre zum ständigen Zankapfel zwischen dem Bischof und den Grafen von Löwen. 1106 schließlich ging das Gebiet definitiv an die Grafschaft Löwen über.
Die Baronie Bierbeek war seinerzeit eine der wichtigsten von Brabant. Stammvater dieses Adelsgeschlechts ist vermutlich Hendrik van Bierbeek, der 1094 als Herr des Ortes erwähnt wird. Er war der Bruder von Gottfried I. von Löwen. Ein Zweig des Geschlechts von Bierbeek zog nach Brüssel und verschwand ab dem 13. Jahrhundert ohne bekannte Ursache. Ihre Familienangehörigen, die in Bierbeek geblieben waren, verloren durch Zersplitterung und Vergeudung des Vermögens an Ansehen.
1284 schenkte Herzog Johann I. von Brabant die Baronie an seinen Bruder Gottfried, der 1302 bei der Sporenschlacht starb. Im Lauf der Jahre fiel die Baronie im Wege der Erbfolge an das Haus Harcourt, eine mächtige normannische Familie, und an die Familien de Croÿ und Arenberg. Noch heute trägt der Herzog von Arenberg den Titel des Herzogs von Aarschot und des Barons von Bierbeek.

## Wappen
Beschreibung: Im von Schwarz und Silber gespaltenen Schild vorn der Brabanter Löwe und hinten ein roter Balken.

## Einwohnerentwicklung

Einwohnerentwicklung 1755–1983

Bis zum Jahre 1910 nahm die Bevölkerung in Bierbeek stetig zu. Der starke Rückgang bis 1961 ist auf die zwei Weltkriege zurückzuführen. Danach setzte wieder ein langsames Wachstum ein. Korbeek-Lo erfuhr seine stärkste Bevölkerungszunahme nach dem Zweiten Weltkrieg, denn die Nähe Löwens wirkte sich positiv aus. Durch die Gemeindereform 1977 verlor Korbeek-Lo den städtischsten Teil seiner Gemeindefläche an Löwen, wodurch sich der plötzliche Einbruch erklären lässt.

## Sehenswürdigkeiten

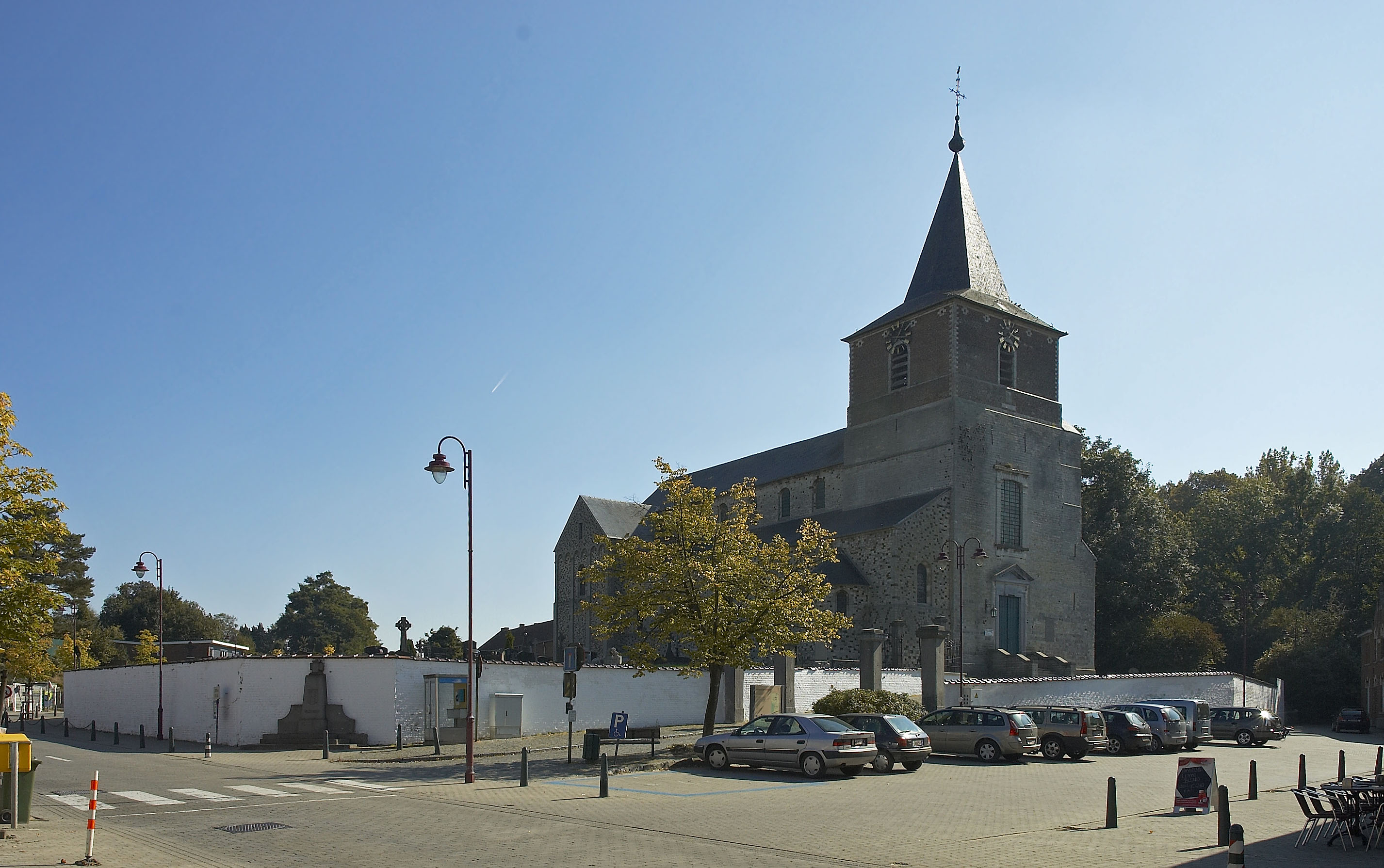
St. Hilariuskirche in Bierbeek

### St.-Hilarius-Kirche
Die St.-Hilarius-Kirche in Bierbeek ist eine der bemerkenswertesten und besterhaltenen romanischen Dorfkirchen in Brabant. Sie stammt aus der zweiten Hälfte des 12. Jahrhunderts und zeichnet sich aus durch ihr schlichtes Äußeres. Es handelt sich um eine dreischiffige Pfeilerbasilika, an der der Übergang vom romanischen zum gotischen Stil gut abzulesen ist. Die Basilika wurde in drei Perioden erbaut. Das Mittelschiff, das Querschiff und der Chor stammen aus der Zeit von 1130 bis 1200 und sind im romanischen Stil gehalten. Der Westturm (ca. 1225) ist frühgotisch und die Seitenschiffe und Querschiffarme (1907) sind neoromanisch.

### Kasteel Wilderhof
Das Kasteel Wilderhof liegt im Weiler Ruisbroek und war das Zentrum einer der ältesten Herrschaften von Bierbeek. Es gehörte den Herren von Wilder, einer der sieben Familien, aus denen die Magistraten von Löwen gewählt wurden. 1483 wurde der Hof von der Abtei von Villers-la-Ville gekauft, die hier die Residenz des Abtes einrichtete. Aufgrund finanzieller Engpässe wurde der Hof später an die Parkabtei verkauft. Ende des 19. Jahrhunderts schließlich gehörte das Gebäude Leo Collering, Bürgermeister von Löwen. Seit 1982 wird der Komplex als „Monument“ geschützt.

## Söhne und Töchter
- Gaston Roelants (* 1937 in Opvelp), ehemaliger Leichtathlet
- Frederik Veuchelen (* 1978 in Korbeek-Lo), Radrennfahrer